# Marduque
Marduque (Marduk), ou Merodaque como nomeado na Bíblia, é um deus patrono da cidade da Babilónia, pertencente a uma geração tardia de deuses da antiga Mesopotâmia. Era filho de Enqui (Ea) e Danquina, como descrito no poema Enuma Elish. Foi pai de Nabu, que era venerado em uma cidade próxima a Babilônia, chamada Borsipa. A sua consorte era Sarpanitu (algumas vezes Nanaia aparece como sua consorte). Marduque possuía quatro olhos e ouvidos, e os lábios, quando mexe, fogo brilha.
Com a ascensão da Babilônia à capital da coligação de estados do Eufrates, sob a liderança do rei Hamurabi (2 250 a.C.), torna-se também o deus supremo do panteão de deuses mesopotâmicos, foi a ele que os outros deuses confiaram o poder supremo devido à vitória sobre a deusa Tiamate, personificada num monstro ou caos primordial, que uma vez derrotada por Marduque tem seu corpo dividido em duas metades: céu e terra.
Marduque então começa a criação do mundo, depois manda Ea criar os humanos, para que os povos da terra os adorem e lhe levantem templos. Por ser o deus da cidade da Babilônia, podemos encontrar inúmeras referências e homenagens ao deus Marduque nos parágrafos de abertura e finalização do Código de Hamurabi, o mais famoso código legislativo da Antiguidade.
Marduque foi declarado, o deus Supremo da Babilônia e dos Quatro Cantos da Terra, pelo menos desde a época da terceira dinasitia de Ur. Após vencer Tiamate e ser declarado pelos outros deuses, o rei dos deuses, após sua entronização, como descrito no poema épico Enuma Elish.

## Enuma Elish
Enuma Elish é um poema épico da antiga Babilônia sobre o mito da criação, escrito em sete tábuas de argila. O Enuma Elish consiste na superiorização de Marduque sobre os restantes deuses da Mesopotâmia, mais particularmente sobre a serpente dona dos mares, Tiamate. O texto é também uma alusão à constante luta entre a Ordem e o Caos, sendo que Marduque representa a luz e a ordem, e Tiamate representa a obscuridade e o caos.
No texto:
- Ea introduz Marduque na luta contra Tiamate depois que Anu declara-se incapaz de lutar.[1]
- O conselho dos deuses "do bem" reconhece Marduque como seu campeão e rei.[2]
- Marduque derrota Tiamate e os onze monstros gerados por ela.[2]
- Marduque reorganiza o mundo, separando o céu da terra.[2]
- Marduque fez o Homem a partir do sangue de Quingu, o segundo marido de Tiamate.[3]